# Monte Mequinassar
O monte Mequinassar (em armênio: Մկնասար; romaniz.: Mknasar) é uma montanha na Armênia, na fronteira das províncias de Guelarcunique e Vaiose Zor. Faz parte das montanhas Vardenis, sete quilômetros a noroeste da vila de Horse. Sua altitude é de 2 947 metros.